# Northstarita
La northstarita és un mineral de la classe dels òxids. Rep el nom de la mina North Star, als Estats Units, la seva localitat tipus.

## Característiques
La northstarita és un òxid de fórmula química Pb₆(Te4+O₃)₅(S6+O₃S2-). Va ser aprovada com a espècie vàlida per l'Associació Mineralògica Internacional l'any 2019, sent publicada per primera vegada el 2020. Cristal·litza en el sistema hexagonal. La seva duresa a l'escala de Mohs és 2. Químicament s'assembla una mica a l'adanita, a la schieffelinita i, fins a cert punt, també l'eztlita.
L'exemplar que va servir per a determinar l'espècie, el que es coneix com a material tipus, es troba conservat a les col·leccions mineralògiques del Museu d'Història Natural del Comtat de Los Angeles, a Los Angeles (Califòrnia) amb el número de catàleg: 67291.

## Formació i jaciments
Va ser descoberta a la mina North Star, situada a la localitat de Mammoth, dins el comtat de Juab (Utah, Estats Units), on es troba en forma de prismes curts amb terminacions piramidals, de fins a aproximadament 1 mm de longitud. Aquesta mina estatunidenca és l'únic indret de tot el planeta on ha estat descrita aquesta espècie mineral.